# Cyclops indolusitanicus
Cyclops indolusitanicus is een eenoogkreeftjessoort uit de familie van de Cyclopidae. De wetenschappelijke naam van de soort is voor het eerst geldig gepubliceerd in 1938 door Lindberg.